# DARPA Grand Challenge 2004
Die DARPA Grand Challenge 2004 war ein Robotikwettbewerb der DARPA für autonome Fahrzeuge. Er wurde am 13. März 2004 in der Mojave-Wüste durchgeführt. Als Preisgeld setzte DARPA eine Million Dollar für das erste Fahrzeug, das den 241-km-langen Kurs erfolgreich absolvieren kann, fest. Die DARPA Grand Challenge wurde 2005 wiederholt.
Die Strecke vom kalifornischen Barstow führte parallel zur Interstate 15 über für den sonstigen Verkehr gesperrte Straßen und Sandpisten nach Primm unmittelbar hinter der Grenze zu Nevada. Die Teilnehmer mussten ein unbemanntes, völlig autonomes Fahrzeug ins Rennen schicken. Es wurden auch räumliche Grenzen definiert, und sobald ein Fahrzeug außerhalb dieser fuhr, wurde es disqualifiziert. Jedes Fahrzeug wurde aus sicherheitstechnischen Aspekten von einem bemannten Fahrzeug begleitet. Dadurch sollten Kollisionen und andere gefährliche Situationen vermieden werden.
Für die Teilnahme an der Grand Challenge meldeten sich mehr als 100 Teams mit ihren Fahrzeugen an. Jedes Roboterfahrzeug bekam 10 Stunden reine Fahrzeit zugesprochen, verordnete Pausen wurden nicht eingerechnet. Dennoch gelang es keinem der 15 startenden Fahrzeuge, die sich für das Hauptrennen qualifiziert hatten, das Ziel zu erreichen.
Dem Favoriten „Sandstorm“, vom Red Team der Eliteuniversität Carnegie Mellon in Pittsburgh, gelang es, 7,4 Meilen (rund 12 Kilometer) – etwa 5 % der Strecke – weit zu kommen. Das Fahrzeug kam allerdings von der Strecke ab, rammte ein Hindernis und fing Feuer. Somit gelang es keinem der 15 Teams, das Preisgeld in Höhe von 1 Million Dollar zu gewinnen.